# مالک بن نویره
مالک بن نویره (به عربی: مالك بن نويرة) از سران قبیله بنی تمیم بود که در زمان محمد اسلام آورد اما پس از او با ابوبکر بیعت نکرد و صدقات جمع شده را برای او نفرستاد. ابوبکر او را بخاطر نپرداختن زکات متهم به ارتداد کرد و خالد بن ولید را به سوی او فرستاد. خالد مالک و یارانش را در ابتدا اسیر کرد و در شبی که هوا بسیار سرد شده بود به سربازانش دستور داد اسرا را گرم نمایند و بانگزن برای اعلام این خبر از کلمه ادفئوا به معنای گرم کردن استفاده کرد اما این واژه در زبان مردم کنانه که سربازان خالد از آنان بودند معنای کشتن می داد  به همین دلیل تمامی اسرا از جمله مالک بن نویره به اشتباه به قتل رسیدند و خالد وقتی سروصدا را شنید و از چادرش بیرون آمد کار به پایان رسیده بود.
```
[
۲
]
 کاری که 
خالد
 در حق مالک انجام داد موجب اعتراض 
عمر بن خطاب
 به ابوبکر شد اما ابوبکر اعلام کرد که خالد فقط انجام وظیفه کرده است.
[
۳
]
```